# Michael Egan
Michael Francis Egan OFM (ur. 29 września 1761, zm. 22 lipca 1814 w Filadelfii) – irlandzki duchowny katolicki, franciszkanin, biskup Filadelfii w Stanach Zjednoczonych w latach 1808-1814.

## Życiorys
Urodził się prawdopodobnie w Galway. Święcenia kapłańskie otrzymał w roku 1785. Był gwardianem domu zakonnego franciszkanów irlandzkich w Rzymie (1787-1790), a po powrocie do ojczyzny w Ennis. W roku 1802 podjął się pracy misyjnej w USA, na zaproszenie katolików z Lancasteru w Pensylwanii. Mimo słabego zdrowia, swą gorliwą pracą duszpasterską zdobył powszechne uznanie. Od roku 1803 był proboszczem parafii NMP w Filadelfii.
8 kwietnia 1808 roku papież Pius VII mianował go ordynariuszem nowo utworzonej diecezji z siedzibą w Filadelfii, która obejmowała Pensylwanię, Delaware i południowo-zachodnie tereny New Jersey. Z powodu opóźniającego się przybycia papieskiej bulli nominacyjnej sakrę przyjął dopiero półtora roku później. Problemy administracyjne spowodowane niesubordynacją świeckich powierników i dwóch księży z parafii katedralnej doprowadziło do pogorszenia się jego stanu zdrowia i przedwczesnej śmierci. Pochowany początkowo w katedrze NMP, w roku 1869 ciało przeniesiono do nowej katedry śśw. Piotra i Pawła